# Richard Griffiths
Richard Griffiths, OBE (31 tháng 7 năm 1947 – 28 tháng 3 năm 2013) là một diễn viên sân khấu, điện ảnh và truyền hình người Anh. Ông đã nhận được giải thưởng Laurence Olivier cho nam diễn viên xuất sắc nhất, giải thưởng Drama Desk cho nam diễn viên xuất sắc, giải thưởng của các nhà phê bình bình chọn nam diễn viên xuất sắc nhất và giải Tony cho diễn viên hàng đầu trình diễn tốt nhất. Tất cả các giải này của ông đều cho vai diễn trong vở kịch The History Boys.
Ông cũng đóng vai Vernon Dursley trong các bộ phim Harry Potter, Uncle Monty trong Withnail and I, Henry Crabbe trong Pie in the Sky, và vua George II trong Pirates of the Caribbean: On Stranger Tides. Ông cũng xuất hiện như một nhà báo Anh trong phim đoạt giải Oscar 1982 Gandhi của Richard Attenborough.

## Các chương trình đã tham gia

### Điện ảnh
| Năm  | Tên                                               | Vai diễn                             | Ghi chú                             |
| ---- | ------------------------------------------------- | ------------------------------------ | ----------------------------------- |
| 1976 | It Shouldn't Happen to a Vet                      | Sam                                  |                                     |
| 1980 | Breaking Glass                                    | Studio engineer                      |                                     |
| 1980 | Superman II                                       | Terrorist No. 3                      |                                     |
| 1981 | Chariots of Fire                                  | Head Porter at Caius College         |                                     |
| 1981 | The French Lieutenant's Woman                     | Sir Tom                              |                                     |
| 1981 | Ragtime                                           | Delmas' Assistant No. 1              |                                     |
| 1982 | Britannia Hospital                                | Cheerful Bernie                      |                                     |
| 1982 | Gandhi                                            | Collins                              |                                     |
| 1983 | Gorky Park                                        | Anton                                |                                     |
| 1984 | Greystoke: The Legend of Tarzan, Lord of the Apes | Captain Billings                     |                                     |
| 1984 | A Private Function                                | Henry Allardyce the Accountant       |                                     |
| 1986 | Shanghai Surprise                                 | Willie Tuttle                        |                                     |
| 1987 | Withnail and I                                    | Uncle Monty                          |                                     |
| 1991 | King Ralph                                        | Duncan Phipps                        |                                     |
| 1991 | The Naked Gun 2½: The Smell of Fear               | Dr. Albert S. Meinheimer/Earl Hacker |                                     |
| 1992 | Blame It on the Bellboy                           | Maurice Horton                       |                                     |
| 1994 | Guarding Tess                                     | Frederick                            |                                     |
| 1995 | Funny Bones                                       | Jim Minty                            |                                     |
| 1997 | The Warrens                                       |                                      |                                     |
| 1999 | Sleepy Hollow                                     | Magistrate Philipse                  |                                     |
| 1999 | Casper & Spooky                                   |                                      |                                     |
| 2000 | Vatel                                             | Dr. Bourdelot                        |                                     |
| 2001 | Harry Potter and the Philosopher's Stone          | Vernon Dursley                       |                                     |
| 2002 | Harry Potter and the Chamber of Secrets           | Vernon Dursley                       |                                     |
| 2004 | Stage Beauty                                      | Sir Charles Sedley                   |                                     |
| 2004 | Harry Potter and the Prisoner of Azkaban          | Vernon Dursley                       |                                     |
| 2005 | The Hitchhiker's Guide to the Galaxy              | Jeltz                                | Voice                               |
| 2005 | Opa!                                              | Tierrney                             |                                     |
| 2006 | Venus                                             | Donald                               |                                     |
| 2006 | The History Boys                                  | Hector                               |                                     |
| 2007 | Harry Potter and the Order of the Phoenix         | Vernon Dursley                       |                                     |
| 2008 | Bedtime Stories                                   | Barry Nottingham                     |                                     |
| 2010 | Jackboots on Whitehall                            | Hermann Göring                       | Voice                               |
| 2010 | Harry Potter and the Deathly Hallows - Part 1     | Vernon Dursley                       |                                     |
| 2011 | Pirates of the Caribbean: On Stranger Tides       | King George                          |                                     |
| 2011 | Hugo                                              | Monsieur Frick                       |                                     |
| 2012 | Private Peaceful                                  | The Colonel                          |                                     |
| 2013 | About Time                                        | Sir Tom                              | Final film released after his death |

### Truyền hình
| Năm       | Tên                                   | Vai diễn                                                   | Notes                                                    |
| --------- | ------------------------------------- | ---------------------------------------------------------- | -------------------------------------------------------- |
| 1974      | Crown Court                           | Interpreter                                                | Episode 3.31: "Duress: Part 1"                           |
| 1974      | Village Hall                          | Mr. Ridealgh                                               | Episode 1.1: "Mr. Ellis Versus the People"               |
| 1974      | ITV Playhouse                         | Park keeper                                                | Episode 7.2: "Norma"                                     |
| 1976      | When the Boat Comes In                | P.C. Price                                                 | Episode 1.1 "A Land Fit for Heroes and Idiots"           |
| 1976      | Red Letter Day                        | Window cleaner                                             | Episode 1.3: "Well Thank You, Thursday"                  |
| 1976      | The Expert                            | Ripley                                                     | Episode 4.10: "Tainted Money"                            |
| 1977      | Second City Firsts                    |                                                            | Episode 8.1: "Twelve Off the Belt"                       |
| 1977      | ITV Playhouse                         | Board member                                               | Episode 9.10: "It's Only Rock 'n' Roll"                  |
| 1978      | The Comedy of Errors                  | Officer                                                    | TV play                                                  |
| 1978      | The Sweeney                           | Ronnie Harries                                             | Episode 4.14: "Jack or Knave"                            |
| 1979      | Afternoon Off                         | Mr. Turnbull                                               | TV play                                                  |
| 1980      | Nobody's Perfect                      | Sam Hooper                                                 |                                                          |
| 1981      | Prisoners of Conscience               | William Beausire                                           | Episode 1.1: "William Beausire"                          |
| 1982      | Minder                                | Derek Farrow                                               | Episode 3.5: "Dreamhouse"                                |
| 1982      | Whoops Apocalypse                     | Premier Dubienkin                                          | Episode 1.6: "Set the Controls for the Heart of the Sun" |
| 1982      | Bird of Prey                          | Henry Jay                                                  | TV mini-series; all four episodes                        |
| 1982      | The World Cup: A Captain's Tale       | Sidney Barron                                              | TV film                                                  |
| 1982      | Five-Minute Films                     | The Window Cleaner                                         | Episode: "A Light Snack"                                 |
| 1982      | The Merry Wives of Windsor            | Sir John Falstaff                                          | TV film                                                  |
| 1983      | The Cleopatras                        | Pot Belly                                                  | TV mini-series; three episodes                           |
| 1983      | Bergerac                              | Jean-Pierre                                                | Episode 2.6: "Fall of a Birdman"                         |
| 1984      | Bird of Prey 2                        | Henry Jay                                                  | TV mini-series; all four episodes                        |
| 1986      | Boon                                  | Sidney Garbutt                                             | Episode 1.6: "Glasshouse People"                         |
| 1986      | The Raggy Dolls                       |                                                            |                                                          |
| 1987      | Casanova                              | Cardinal                                                   | TV film                                                  |
| 1987      | Ffizz                                 | Jack Mowbray                                               |                                                          |
| 1987      | The Marksman                          | Brown                                                      | TV mini-series                                           |
| 1988–1990 | A Kind of Living                      | Trevor Beasley                                             | 15 episodes                                              |
| 1989      | Goldeneye                             | Second admiral                                             | TV film                                                  |
| 1991      | Perfect Scoundrels                    | Phil Kirby                                                 | Episode 2.1: "Ssh, You Know Who"                         |
| 1992      | El C.I.D.                             | Weatherby                                                  | Episode 3.2: "Nothing Is Forever"                        |
| 1992      | The Good Guys                         | Archie Phillips                                            | Episode 1.8: "Going West"                                |
| 1992      | Mr. Wakefield's Crusade               | Porter                                                     | TV film                                                  |
| 1993      | Inspector Morse                       | Canon Humphrey Appleton                                    | Episode 7.2: "The Day of the Devil"                      |
| 1993      | Lovejoy                               | Hans Koopman                                               | Episode 4.9: "They Call Me Midas"                        |
| 1994      | A Breed of Heroes                     | TV film                                                    |                                                          |
| 1994–1995 | The World of Peter Rabbit and Friends | Mr. Alderman Ptolomy Tortoise Mr. Jackson Sir Isaac Newton | Two episodes; voice                                      |
| 1994–1997 | Pie in the Sky                        | Henry Crabbe                                               | All 40 episodes                                          |
| 1998      | In the Red                            | Geoffrey Crichton-Potter                                   | Episode 1.3                                              |
| 1998      | The Canterbury Tales                  | Saturn                                                     | Episode 1.1: "Leaving London"; voice                     |
| 1998      | Oi! Get Off Our Train                 | Elephant                                                   | TV short; voice                                          |
| 1998      | Ted & Ralph                           | Landowner at Party                                         | TV film                                                  |
| 1998–2000 | Archibald the Koala                   | Archibald                                                  | All 52 episodes; voice                                   |
| 1999      | The Vicar of Dibley                   | Bishop of Mulberry                                         | Episode 3.17: "Spring"                                   |
| 2000      | Gormenghast                           | Swelter                                                    | TV mini-series; two episodes                             |
| 2000      | Hope and Glory                        | Leo Wheeldon                                               | Two episodes                                             |
| 2002      | TLC                                   | Mr Benedict Ron                                            |                                                          |
| 2002      | Jeffrey Archer: The Truth             | Willie Whitelaw                                            | TV film                                                  |
| 2003      | The Brides in the Bath                | Sir Edward Marshall Hall                                   | TV film                                                  |
| 2005      | Princes in the Tower                  | Sir Thomas More                                            | TV film; voice                                           |
| 2005      | Bleak House                           | Mr. Bayham Badger                                          | TV mini-series; two episodes                             |
| 2007      | Ballet Shoes                          | Great Uncle Matthew                                        | TV film                                                  |
| 2008      | A Muppets Christmas: Letters to Santa | Santa Claus                                                | TV film                                                  |
| 2010      | National Theatre Live                 | Fitz / W.H. Auden                                          | TV play: The Habit of Art                                |
| 2011      | George and Bernard Shaw               | Bernard                                                    | Episode 1.1: "Pilot"                                     |
| 2011      | Episodes                              | Julian Bullard                                             | Episode 1.1: "Episode One"                               |
| 2012      | The Hollow Crown                      | Duke of Burgundy                                           | TV film                                                  |